# Gustav Schröder (Kapitän)

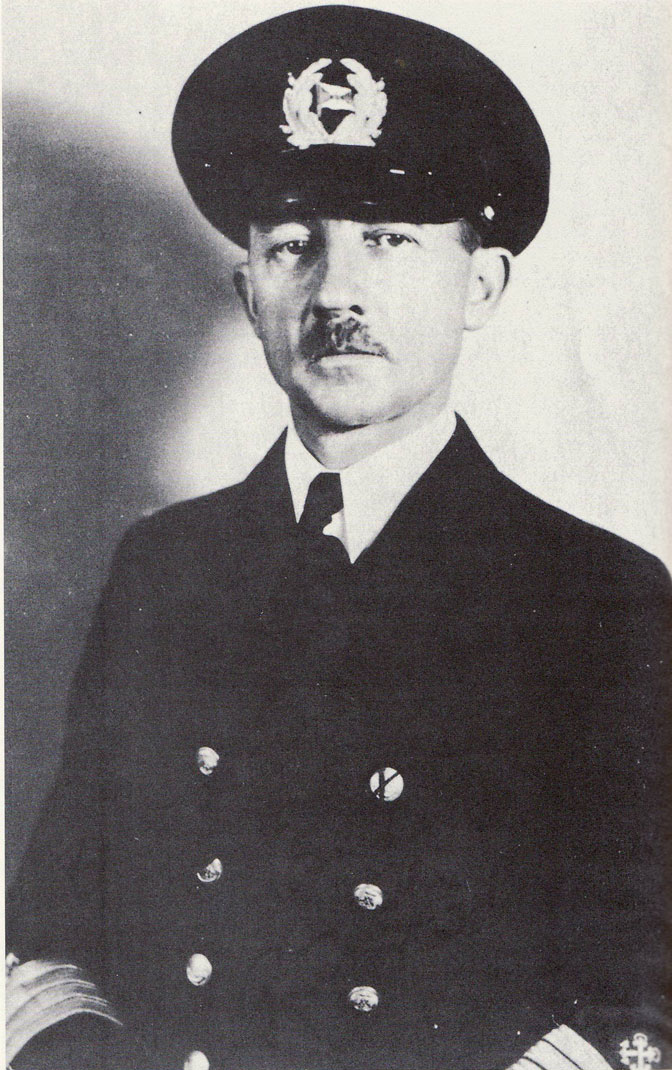
Gustav Schröder (1937)

Gustav Schröder (* 27. September 1885 in Hadersleben, Nordschleswig, Deutsches Reich; † 10. Januar 1959 in Hamburg) war ein deutscher Kapitän. 1939 rettete er mit dem unter seinem Kommando stehenden Passagierschiff St. Louis 906 deutsche Juden vorerst vor dem Zugriff der Nationalsozialisten. Er wurde postum in den Kreis der „Gerechten unter den Völkern“ aufgenommen.

## Leben

### Vor derSt. Louis
Schröder entstammte einer alten dänisch-deutschen bildungsbürgerlichen Familie aus Nordschleswig, das 1864 an Preußen und 1920 wieder an Dänemark fiel.
Als Schüler war er vielseitig interessiert, aber seine Leidenschaft galt dem Segeln und der Seefahrt. 1902 verließ er nach der Obersekundareife das deutsche Gymnasium, da ihn das Fernweh gepackt hatte. Mit Einverständnis seines Vaters Professor Nis Ankjär Schröder musterte Gustav Schröder in Hamburg auf dem Segelschulschiff Großherzogin Elisabeth an.
Er verließ das Schiff als Leichtmatrose. Danach heuerte er als Matrose auf dem Schnelldampfer Deutschland an und es folgten mehrere Weltumsegelungen.
Nach der Segelschiffzeit fuhr er als Zweiter Offizier für Reedereien aus Hongkong. Bei Ausbruch des Ersten Weltkriegs 1914 wurde er von der britischen Kolonialmacht in Kalkutta interniert und kam erst 1920 wieder frei. 
1921 heuerte er bei der HAPAG an und verdiente zwölf Jahre auf „Trampfahrt“ seine Streifen. 1933 trat er der NSDAP bei. 1935 wurde Gustav Schröder Offizier auf der Hansa. Im August 1936 erhielt er mit 50 Jahren das Kapitänspatent und übernahm das Motorschiff Ozeana. Schröder leitete zahlreiche KdF-Fahrten ins Mittelmeer und nach Skandinavien und übernahm Urlaubsvertretungen auf Schiffen, die zwischen Hamburg und New York verkehrten, unter anderem auf der St. Louis. 
Schröder war verheiratet und wohnte mit seiner Familie in Hamburg.

### Die Irrfahrt derSt. Louis

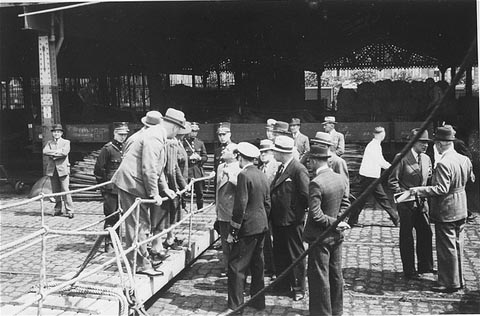
Kapitän Schröder (Mitte) verhandelt im Hafen von Antwerpen mit belgischen Behördenvertretern über eine Ausschiffungserlaubnis für die Passagiere der St. Louis

Am 13. Mai 1939 fuhr Schröder als Kapitän mit dem HAPAG-Passagierschiff St. Louis (circa 17.600 BRT) vom Hamburger Hafen nach Kuba. Von den 937 nahezu ausnahmslos jüdischen Passagieren, die auf der Flucht vor der Verfolgung in Deutschland waren und in Kuba die Einreisegenehmigung für die USA abwarten wollten, durften trotz der mühevoll erworbenen Landungspapiere nur 29 in Havanna an Land gehen, da Kuba kurz zuvor seine Visabestimmungen geändert hatte. Auch alle Verhandlungen jüdischer Organisationen führten nicht zum Erfolg.
Die St. Louis kreuzte danach vor Florida. Da auch die USA und Kanada das Schiff abwiesen, erhielt Kapitän Schröder Order, die Rückfahrt anzutreten. Aus Angst vor der Deportation in Konzentrationslager gerieten die Passagiere daraufhin in Panik und drohten mit Massenselbstmord und Kaperung des Schiffes. Erst kurz vor der Ankunft in Europa eröffnete sich durch Schröders Bemühungen die Möglichkeit, die bedrohten Passagiere am 17. Juni 1939 in der belgischen Hafenstadt Antwerpen von Bord gehen zu lassen.
Die Flüchtlinge wurden etwa je zu einem Viertel auf Großbritannien, Belgien, Frankreich und die Niederlande verteilt. Mit Ausnahme Englands wurden diese Länder 1940 von deutschen Truppen besetzt. Daher fielen 254 ehemalige Passagiere der St. Louis erneut in die Gewalt der Nationalsozialisten und wurden im Holocaust ermordet.

### Nach der St. Louis
Schröder brachte die St. Louis ohne Schäden nach Hamburg zurück. Die Reederei Hapag stellte ihn frei. Danach arbeitete er bei der Deutschen Seewarte in Hamburg.
Gustav Schröder starb am 10. Januar 1959 im Alter von 73 Jahren in Hamburg. Er ist auf dem Friedhof Hamburg-Nienstedten beigesetzt.

## Würdigung

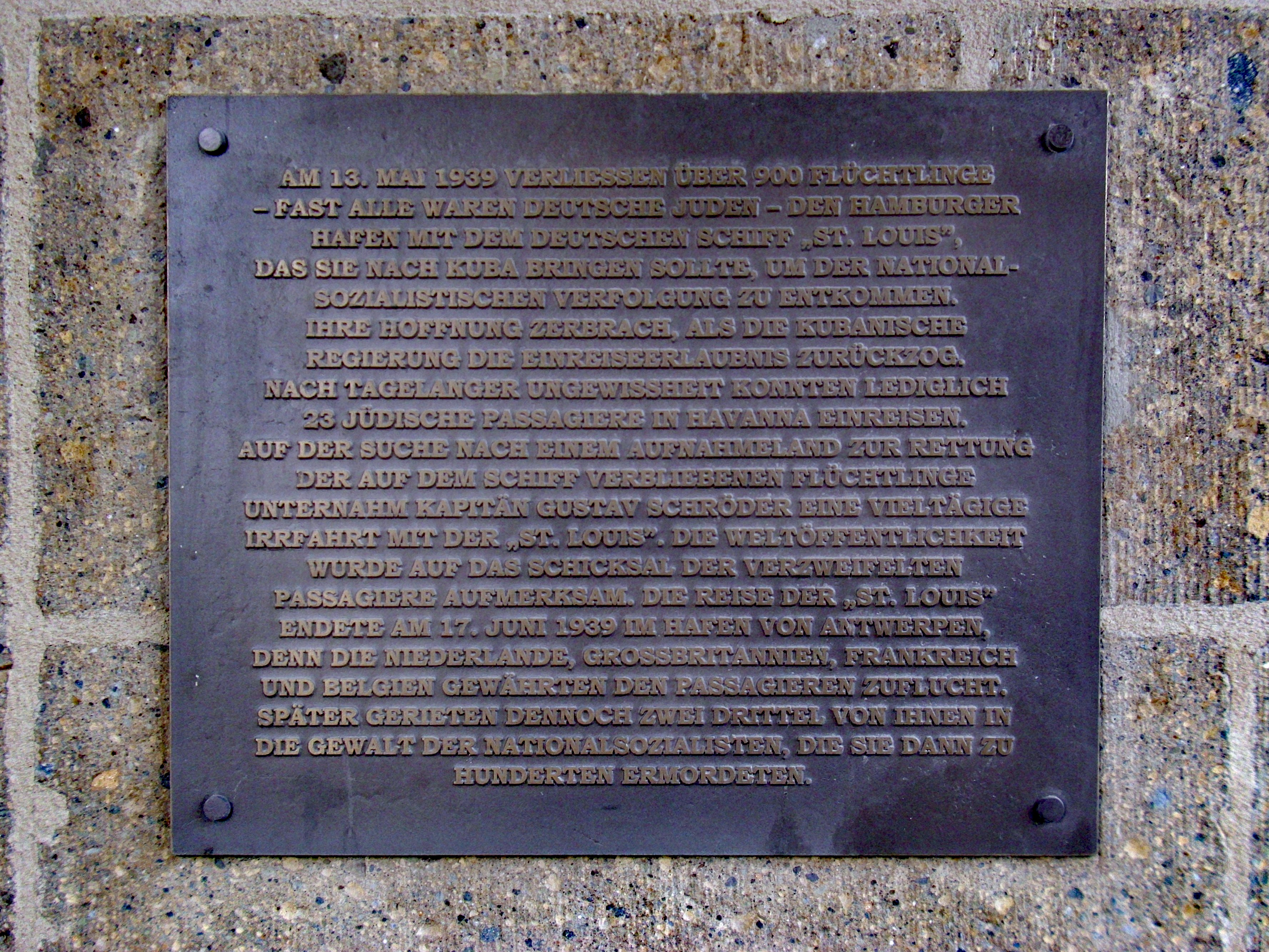
Gedenktafel an den Hamburger St. Pauli-Landungsbrücken

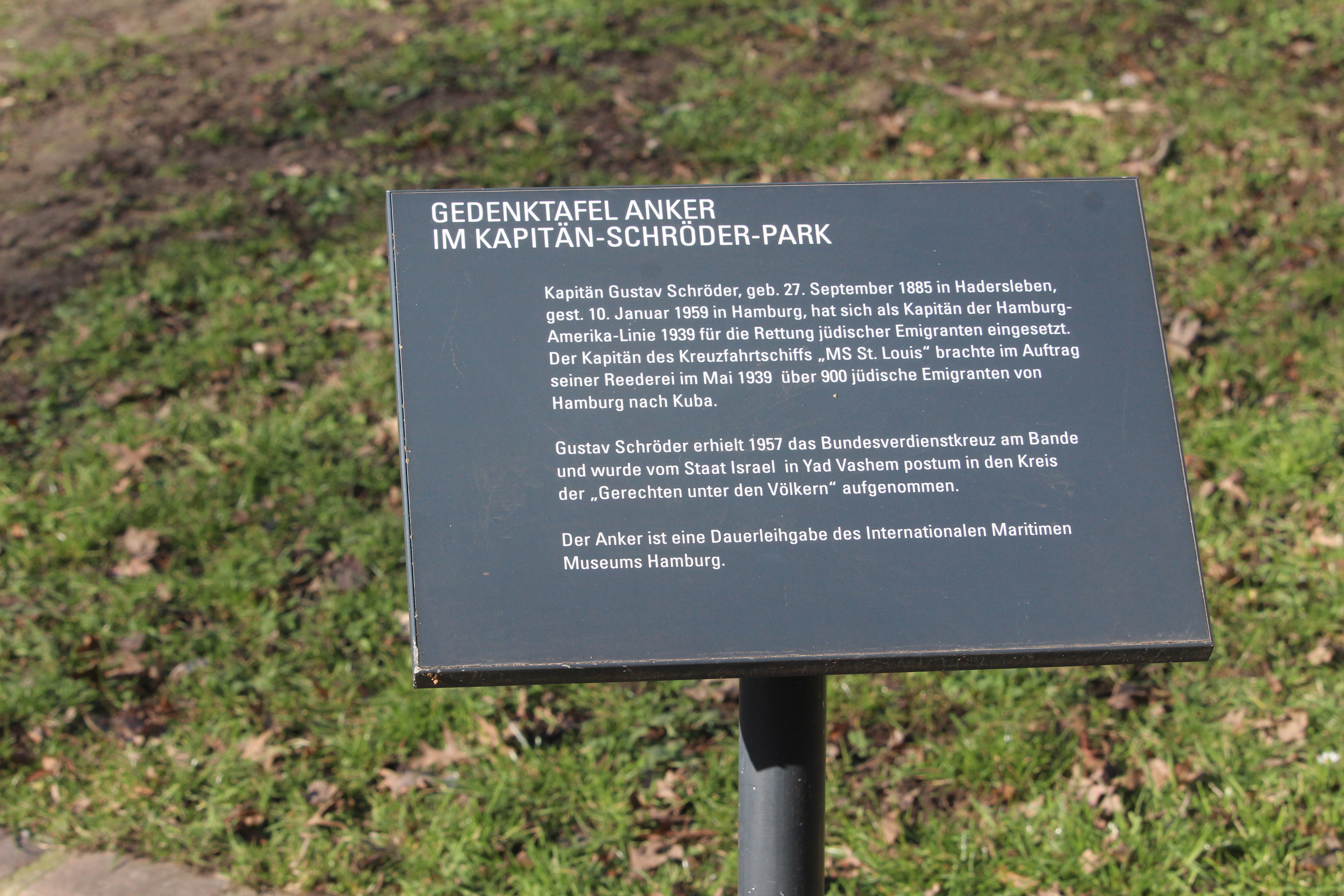
Gedenktafel im Kapitän-Schröder-Park in Hamburg-Altona

1957 wurde Kapitän Schröder „für Verdienste um Volk und Land bei der Rettung von Emigranten“ mit dem Bundesverdienstkreuz am Bande ausgezeichnet.
Vom Staat Israel wurde er 1993 in Yad Vashem postum in den Kreis der „Gerechten unter den Völkern“ aufgenommen.
Die Hansestadt Hamburg benannte 1989 oder im Februar 1990 die Straße Kapitän-Schröder-Weg in Hamburg-Langenhorn nach ihm, und seit 2000 gibt es an den Landungsbrücken eine ausführliche Gedenktafel. Seit 2017 sollte eine Grünfläche zwischen Kirchenstraße und der Kirche St. Trinitatis in Altona Kapitän-Schröder-Park benannt werden, was schließlich im Mai 2019 geschah.

## Schriften
- Fernweh und Heimweh. Rütten & Loening, Potsdam 1943.
- Heimatlos auf hoher See. Berlin 1949. Digital: Heimatlos auf Hoher See: Bericht vom Kapitän der St. Louis Gustav Schröder

## Film
Über Gustav Schröders Fahrt mit der St. Louis inszenierte Stuart Rosenberg 1976 den Film Reise der Verdammten (Voyage of the Damned) mit Max von Sydow in der Rolle des Kapitäns. Grundlage war der gleichnamige Tatsachenroman (deutscher Titel Das Schiff der Verdammten – Die Irrfahrt der St. Luis, 1976) von Gordon Thomas und Max Morgan-Witts (1974). Die ungeschnittene Fassung der englischen Filmproduktion umfasst 182 Minuten Material.
In dem am 21. Oktober 2019 im Ersten ausgestrahlten Dokudrama Die Ungewollten – Die Irrfahrt der St. Louis spielt Ulrich Noethen Kapitän Schröder (Spielszenen, Dokumentarisches und Zeitzeugen).